# Hong Kong Express (film)
Hong Kong Express (重慶森林S, Chóngqìng sēnlínP, lett. "la giungla di Chongqing"), noto anche col titolo internazionale di Chungking Express, è un film del 1994 scritto e diretto da Wong Kar-wai.
È composto da due storie labilmente interconnesse, la prima interpretata da Takeshi Kaneshiro e Brigitte Lin, mentre la seconda da Faye Wong e Tony Leung Chiu-Wai.

## Trama

### Prima storia
Un giovane poliziotto, He Zhiwu, numero di matricola 223, viene lasciato dalla sua ragazza May il primo aprile. Per essere sicuro che May sia certa della sua scelta, Zhiwu decide di aspettare un mese; ogni giorno compra una scatoletta di ananas la cui data di scadenza è il primo maggio, poiché a May piaceva il frutto. Nel frattempo, una donna che indossa una parrucca bionda cerca di sopravvivere in un ambiente malavitoso dopo che un affare di spaccio le è andato male.
Zhiwu si avvicina alla donna con la parrucca all'interno di un bar: tuttavia, ella è esausta e i due decidono di passare la serata in una stanza d'albergo. Lei si addormenta stremata, mentre lui resta sveglio mangiando e guardando film. La mattina dopo, le toglie le scarpe e decide di lasciare la stanza per andare a fare jogging: poco prima di abbandonare il suo cercapersone, riceve una chiamata dalla donna – che poco prima aveva sparato al narcotrafficante che l'aveva incastrata –, la quale gli augura un buon compleanno. In seguito, Zhiwu torna al solito locale, chiosco di un fast food, dove incontra un nuovo membro dello staff: Faye.

### Seconda storia
Un altro agente di polizia, numero di matricola 663, sta affrontando la fine della sua relazione con un'hostess. Quando va al chiosco per prendere del cibo, Faye si innamora di lui, tenendosi il sentimento segreto. Un giorno, l'hostess va nel chiosco per aspettare l'uomo, il quale era solito mangiare lì: dopo aver scoperto che era il suo giorno libero, lascia una lettera contenente le chiavi del suo appartamento al proprietario, dicendogli di darla al poliziotto.
Faye prende in carico il compito ma il poliziotto tarda di giorno in giorno a leggerla, chiedendole di tenere la lettera per lui. Così Faye la apre e usa le chiavi per entrare nell'appartamento dell'ufficiale per pulirlo e ridecorarlo. Poco alla volta, i suoi stratagemmi aiutano il poliziotto a rallegrarsi: decide così di invitarla a cena fuori in un ristorante chiamato "California". La sera dell'appuntamento, lei non si presenta; il proprietario del chiosco va nel ristorante per dare una carta d'imbarco disegnata su un tovagliolo, datata per l'anno successivo, al poliziotto, dicendogli che Faye è partita per lo stato della California.
Un anno dopo Faye, ora assistente di volo, torna a Hong Kong nel chiosco in cui lavorava. Scopre che è stato venduto al poliziotto, che due giorni dopo l'avrebbe inaugurato. Mentre Faye sta per partire, lui le mostra la carta d'imbarco, piegata e rovinata dall'acqua, e lei decide di scrivergliene una nuova.

## Produzione
Il film venne girato durante una lunga pausa nella lavorazione di un altro film di Wong: Ashes of Time (1994). La sceneggiatura era incompleta quando  vennero iniziate le riprese, e Wong scrisse l'intero secondo episodio in un solo giorno a lavori in corso. Era inizialmente prevista la presenza di un terzo episodio che, accantonato, verrà poi utilizzato come spunto di partenza per il successivo Angeli perduti (1995).

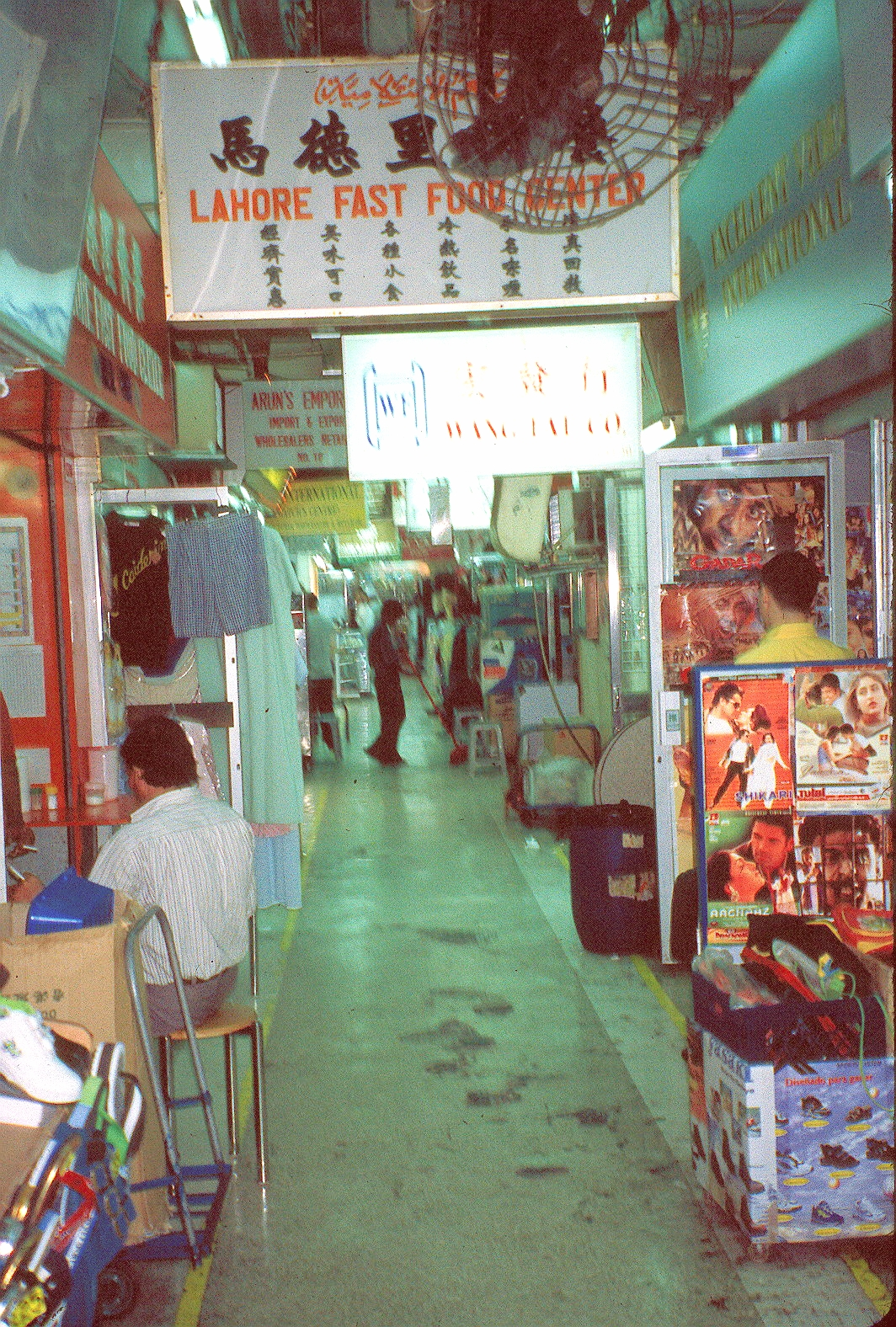
Alcuni negozi presenti all'interno del Chungking Mansion

Wong voleva girare le scene nel distretto di Tsim Sha Tsui, area dove crebbe e con cui aveva mantenuto un forte legame emotivo. La descrisse come «un'area dove i cinesi sfiorano letteralmente gli occidentali, ed è unico di Hong Kong». Come metafora stessa del Paese, decise di girare alcune scene al Chungking Mansion a causa dei suoi numerosi alloggi, del miscuglio di culture ivi presente e dell'attività come centro criminale.
La seconda storia venne girata nel distretto centrale, a Lan Kwai Fong, oltre che nei pressi di un chiosco chiamato Midnight Express. L'appartamento dell'agente 663, presente in alcune scene della pellicola, era il vero appartamento del direttore della fotografia Christopher Doyle.

## Colonna sonora
Il film si apre e si chiude con Dreams cantata da Faye Wong, rifacimento cinese della canzone omonima dei Cranberries. La stessa Wong reinterpreta Know Oneself and Each Other dei Cocteau Twins.
La seconda storia del film è caratterizzata dalla ripetizione quasi ossessiva del brano California Dreamin' dei The Mamas & the Papas, con l'aggiunta di What a Difference a Day Makes di Dinah Washington.

## Distribuzione
Il film è stato distribuito nelle sale cinematografiche di Hong Kong a partire dal 14 luglio 1994. È stato distribuito in quelle italiane da BiM Distribuzione a partire dal 24 novembre 1995.
Negli Stati Uniti, il film ha avuto una distribuzione limitata nelle sale a partire dall'8 marzo 1996 grazie alla Rolling Thunder Pictures di Quentin Tarantino, che aveva scoperto il film due anni prima al Festival del cinema di Stoccolma, dove aveva concorso col suo Pulp Fiction.

## Accoglienza

### Incassi
Il film si rivelò un successo inaspettato al botteghino di Hong Kong, dove incassò 7,7 milioni di dollari locali.

### Critica
Nel 2002 il mensile Sight and Sound, pubblicato dal British Film Institute, ha chiesto a 50 critici cinematografici britannici di scegliere i migliori dieci film degli ultimi 25 anni: Hong Kong Express si è classificato all ottavo posto. Nel 2005 la rivista statunitense Time l'ha inserito nella propria lista dei 100 migliori film dal 1923 ad oggi, stilata dai critici Richard Corliss e Richard Schickel.

## Riconoscimenti
- 1994 – Golden Horse Film Festival[10]
  - Miglior attore a Tony Leung Chiu-Wai
  - Candidatura per il miglior film
  - Candidatura per il miglior regista a Wong Kar-wai
  - Candidatura per la miglior attrice a Faye Wong
  - Candidatura per la miglior fotografia a Christopher Doyle e Andrew Lau
  - Candidatura per il miglior montaggio a William Chang, Hai Kit-wai e Kwong Chi-leung
  - Candidatura per la miglior colonna sonora originale a Frankie Chan e Roel A. García
  - Candidatura per la miglior scenografia a William Chang
- 1994 – Festival del cinema di Stoccolma[7][11]
  - Miglior attrice a Faye Wong
  - Premio Fipresci a Wong Kar-wai
- 1995 – Hong Kong Film Awards[12]
  - Miglior film
  - Miglior regista a Wong Kar-wai
  - Miglior attore a Tony Leung Chiu-Wai
  - Miglior montaggio a William Chang, Hai Kit-wai e Kwong Chi-leung
  - Candidatura per la miglior attrice a Faye Wong
  - Candidatura per la miglior attrice non protagonista a Valerie Chow
  - Candidatura per la miglior sceneggiatura a Wong Kar-wai
  - Candidatura per la miglior fotografia a Christopher Doyle e Andrew Lau
  - Candidatura per la miglior colonna sonora originale a Frankie Chan e Roel A. García
  - Candidatura per la miglior scenografia a William Chang
- 1997 – Chicago Film Critics Association Awards[13]
  - Candidatura per il migliore film in lingua straniera
- 1997 – Independent Spirit Awards[14]
  - Candidatura per il miglior film straniero